# كيفن هاموند
كيفن هاموند (بالإنجليزية: Kevin Hammond)‏ هو كاتب أغاني أمريكي، ولد في 7 فبراير 1985 في كينوشا في الولايات المتحدة.